# スプレンディッド (原子力潜水艦)
| 画像をアップロード | |
| 艦歴               | |
| 発注               | |
| 起工               | |
| 進水               | 1979年10月5日                                                                                            |
| 就役               | 1981年3月21日                                                                                            |
| 退役               | 2004年                                                                                                   |
| その後             | デヴォンポート海軍基地にて保管中                                                                         |
| 除籍               | |
| 性能諸元           | |
| 排水量             | 水上 4,200トン 水中 4,900トン                                                                            |
| 全長               | 82.9m |
| 全幅               | 9.8m |
| 吃水               | 8.5m |
| 機関               | ロールス・ロイスPWR1型加圧水型原子炉 1基 蒸気タービン 2基 1軸推進                                        |
| 最大速             | 水中 30ノット 水上 20ノット                                                                              |
| 潜行深度           | 600メートル                                                                                              |
| 乗員               | 103名 |
| 兵装               | 21インチ魚雷発射管5門 スピアフィッシュ ハープーン UGM-84B トマホーク block III                           |
| 探索装置           | 2001型ソナー (探信/受聴) 2007型ソナー (受聴) 197型ソナー (音響要撃受信機) 1006型レーダー 攻撃/索敵潜望鏡 |
| モットー           | Splendidly audacious                                                                                     |

スプレンディッド(HMS Splendid, S106)は、イギリス海軍の原子力潜水艦。スウィフトシュア級原子力潜水艦の6番艦。この名を受け継いだ艦としては4代目にあたる。

## 艦歴
スプレンディッドはヴィッカーズ・シップビルディング・アンド・エンジニアリングバロー・イン・ファーネス造船所で建造され、1979年10月5日にアン・エバリー（艦隊総司令官ジェームズ・エバリー提督の妻）の手によって進水し、1981年3月21日に就役した。
就役後、スプレンディッドはイギリス軍が関与した世界中での多くの紛争に参加した。
アルゼンチン軍が1982年にフォークランド諸島へ侵攻し、スプレンディッドは最初の紛争に参加する。スプレンディッドは島に到着した艦艇の内の1隻であった。スプレンディッドはフォークランド紛争では大きな戦果を挙げなかったが、アルゼンチン空軍の動向に対する偵察で価値ある情報を提供した。さらに、スプレンディッドの存在はアルゼンチン艦艇が出港することに対する大きな脅威となった。
1987年1月、ムルマンスク沖のバレンツ海で、ソ連海軍の原子力潜水艦とのニアミス事故が起こり、ケーブル切断により曳航式ソナーを喪失したことが報じられた。発生日時や相手方をソ連原潜と特定した理由は不明。
1990年代末にスプレンディッドはトマホーク巡航ミサイルを装備する。スプレンディッドはコソボ紛争でベオグラードのセルビア軍目標に対してミサイルを発射した。また、2003年にはイラク戦争でイラク軍目標に対しても発射している。スプレンディッドの活動はBBCのドキュメンタリー『HMS Splendid』に収録され、スプレンディットのポール・バーク艦長と乗組員達の様子が描かれた。
2003年7月にスプレンディッドはスコットランドのファスレーン海軍基地へ帰還する。スプレンディッドは2004年にプリマスのデヴォンポート海軍基地で退役した。スプレンディットのバーク艦長はイラク戦争でのリーダーシップにより後に大英帝国勲章を受章した。